# Ophelosia hypatia
Ophelosia hypatia är en stekelart som beskrevs av Girault 1916. Ophelosia hypatia ingår i släktet Ophelosia och familjen puppglanssteklar. Inga underarter finns listade i Catalogue of Life.